# Collioure
Collioure (in catalano Cotlliure) è un comune francese di 2 989 abitanti situato nel dipartimento dei Pirenei Orientali nella regione dell'Occitania.
Cittadina della Côte Vermeille, possiede un antico castello del XIII - XVIII secolo appartenuto ai Conti del Rossiglione e ai Re d'Aragona tra il 1276 e il 1344; in seguito accoglierà i Re di Maiorca. Passato più volte di mano tra Francesi e Spagnoli, nel 1642 ritorna alla Francia e in seguito viene modificato da Vauban. Notevole anche la Chiesa barocca di Notre Dame des Anges (XVII secolo) con campanile che fungeva da faro per il porto.

## Geografia fisica

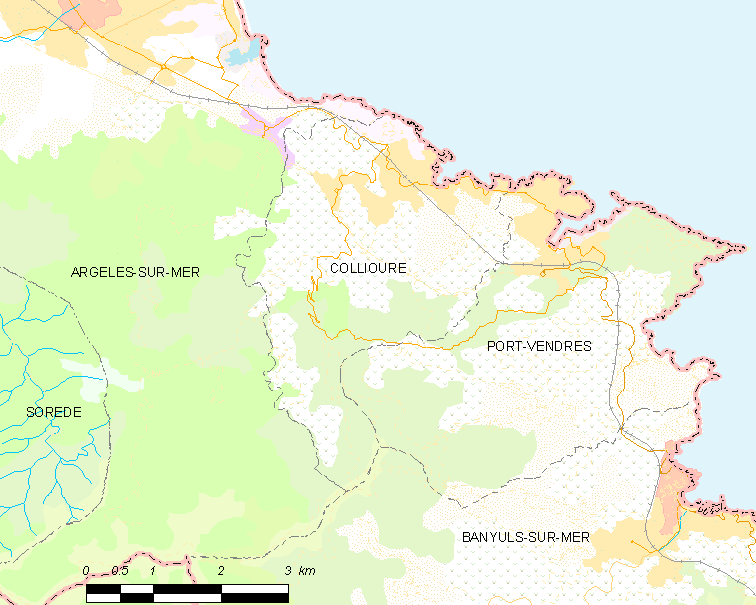
Situazione di Collioure

## Amministrazione

### Gemellaggi
- Soria

## Società

### Evoluzione demografica
Abitanti censiti